# Сан Винченцо Ферери-Јаманти (Фрозиноне)
Сан Винченцо Ферери-Јаманти је насеље у Италији у округу Фрозиноне, региону Лацио.
Према процени из 2011. у насељу је живело 218 становника. Насеље се налази на надморској висини од 313 м.